# Międzynarodowy Port Lotniczy im. Heydəra Əliyeva
Międzynarodowy Port Lotniczy im. Heydəra Əliyeva (IATA: GYD, ICAO: UBBB) – azerbejdżański port lotniczy w Baku, stolicy państwa.
Port jest jednym z sześciu międzynarodowych portów lotniczych Azerbejdżanu. Pracuje całodobowo, może przyjmować wszystkie typy samolotów i śmigłowców. Jest on bazą dla linii lotniczych Azerbaijan Airlines.

## Pasy Startowe
Dysponuje dwoma pasami startowymi:
- Pas pierwszy Nr 16/34 klasy B:
  - wymiary 4000 × 60 m;
  - ICAO III;
  - PCN 150/F/B/W/T;
  - kurs magnetyczny lądowania 161/341;
  - powierzchnia asfaltobeton;
- Pas drugi Nr 17/35 klasy B:
  - wymiary 3200 × 45 m;
  - ICAO III;
  - PCN 150/F/B/W/T;
  - kurs magnetyczny lądowania 173/353;
  - powierzchnia asfaltobeton

## Historia
10 marca 2004 Międzynarodowemu Portowi Lotniczemu Baku nadano imię Heydəra Əliyeva, prezydenta Azerbejdżanu.
W 2017 port ustanowił rekord przepustowości, obsługując 4 mln pasażerów.
W 2014 port otrzymał 4, a 7 maja 2018 5 gwiazdek (najwyższy status) organizacji audytów portów lotniczych Skytrax World Airport Awards.

## Linie lotnicze i połączenia
Połączenia Pasażerskie:
| Linia lotnicza                  | Kierunek |
| ------------------------------- | --- |
| Aegean Airlines                 | 1. Ateny (wznowione 14 kwietnia 2025) |
| Aerofłot                        | 1. Moskwa-Szeremietiewo |
| Air Arabia                      | 1. Abu Zabi 2. Szardża |
| Air Astana                      | 1. Ałmaty 2. Astana |
| Air Cairo                       | 1. Szarm el-Szejk |
| Air Montenegro                  | Sezonowo: 1. Podgorica (od 7 czerwca 2025) 2. Tivat |
| airBaltic                       | Sezonowo: 1. Ryga |
| AJet                            | 1. Ankara 2. Antalya 3. Stambuł-Sabiha Gökçen |
| Arkia Israel Airlines           | Sezonowo: 1. Tel Awiw |
| Azerbaijan Airlines             | 1. Aktau 2. Ałmaty 3. Ankara 4. Astana 5. Astrachań 6. Bagdad 7. Bahrajn 8. Barcelona 9. Pekin 10. Berlin 11. Biszkek 12. Kiszyniów 13. Dammam 14. Delhi 15. Doha 16. Dubaj 17. Duszanbe 18. Gandża 19. Genewa 20. Grozny (zawieszone) 21. Islamabad 22. Stambuł 23. Stambuł-Sabiha Gökçen 24. Izmir 25. Dżudda 26. Karaczi 27. Kazań 28. Kuwejt 29. Lahaur 30. Londyn-Gatwick 31. Londyn-Heathrow 32. Machaczkała (zawieszone) 33. Medyna 34. Mediolan-Malpensa 35. Mineralne Wody (zawieszone) 36. Mińsk 37. Moskwa-Domodiedowo 38. Moskwa-Wnukowo 39. Nachiczewan 40. Paryż-Charles de Gaulle 41. Praga 42. Qəbələ 43. Rijad 44. Sankt Petersburg 45. Samara 46. Samarkanda (wznowione 1 kwietnia 2025) 47. Soczi (zawieszone) 48. Taszkent 49. Tbilisi 50. Teheran-Imam Khomeini 51. Tel Awiw 52. Trabzon 53. Ufa (zawieszone) 54. Wiedeń 55. Wołgograd (zawieszone) Sezonowo: 1. Antalya 2. Batumi 3. Bodrum 4. Bukareszt 5. Dalaman 6. Izmir 7. Mumbaj 8. Szarm el-Szejk 9. Sofia 10. Tivat Sezonowe czartery: 1. Gassim 2. Hofuf |
| Azimuth                         | 1. Mineralne Wody (zawieszone) 2. Soczi (zawieszone) |
| Belavia                         | 1. Mińsk |
| China Southern Airlines         | 1. Kanton 2. Urumczi |
| Fly Baghdad                     | 1. Bagdad |
| flyadeal                        | Sezonowo: 1. Dammam 2. Dżudda |
| FlyArystan                      | 1. Aktau 2. Astana |
| Flydubai                        | 1. Dubaj |
| FlyErbil                        | 1. Irbil |
| Flynas                          | Sezonowo: 1. Dammam 2. Dżudda 3. Rijad |
| Georgian Wings                  | 1. Tbilisi |
| Gulf Air                        | 1. Bahrajn |
| IndiGo                          | 1. Delhi |
| IrAero                          | 1. Czelabińsk 2. Krasnojarsk 3. Nowosybirsk 4. Omsk 5. Orenburg 6. Perm 7. Samara (zawieszone) 8. Saratów (zawieszone) 9. Ufa Sezonowo: 1. Jekaterynburg |
| Iran Air                        | 1. Teheran-Imam Khomeini |
| Iraqi Airways                   | 1. Bagdad 2. Irbil 3. Sulajmanijja |
| Israir Airlines                 | 1. Tel Awiw |
| Jazeera Airways                 | 1. Kuwejt |
| Kuwait Airways                  | 1. Kuwejt |
| LOT                             | 1. Warszawa-Chopin |
| Lufthansa                       | 1. Frankfurt |
| NordStar                        | 1. Norylsk 2. Ufa |
| Nordwind Airlines               | 1. Kazań 2. Mineralne Wody 3. Niżny Nowogród 4. Orenburg 5. Perm 6. Sankt Petersburg 7. Samara 8. Soczi 9. Ufa 10. Władykaukaz |
| Pakistan International Airlines | 1. Islamabad 2. Karaczi 3. Lahaur |
| Pegasus Airlines                | 1. Ankara 2. Gazipasa 3. Izmir 4. Stambuł-Sabiha Gökçen Sezonowo: 1. Dalaman |
| Qatar Airways                   | 1. Doha |
| Red Wings Airlines              | 1. Jekaterynburg 2. Moskwa-Żukowskij |
| S7 Airlines                     | 1. Nowosybirsk |
| SalamAir                        | Sezonowo: 1. Maskat |
| SCAT Airlines                   | 1. Aktau |
| Smartavia                       | 1. Sankt Petersburg |
| Turkish Airlines                | 1. Stambuł Sezonowo: 1. Antalya |
| Ural Airlines                   | 1. Jekaterynburg |
| UTair Aviation                  | 1. Moskwa-Wnukowo 2. Surgut 3. Tiumeń 4. Ufa (zawieszone) |
| Uzbekistan Airways              | 1. Taszkent |
| Wizz Air                        | 1. Abu Zabi 2. Budapeszt 3. Rzym-Fiumicino |

Połączenia Cargo:
| Linia lotnicza         | Kierunek |
| ---------------------- | --- |
| Aerotranscargo         | 1. Frankfurt-Hahn |
| Atlas Air              | 1. Delhi 2. Saragossa |
| Nippon Cargo Airlines  | 1. Tokio-Narita |
| Silk Way West Airlines | 1. Aktau 2. Amsterdam 3. Atyrau 4. Bagdad 5. Bagram 6. Biszkek 7. Chicago-O’Hare 8. Dallas-Fort Worth 9. Delhi 10. Dhaka 11. Dżibuti 12. Dubaj-Al Maktoum 13. Dubaj 14. Frankfurt-Hahn 15. Hongkong 16. Stambuł 17. Stambuł-Sabiha Gökçen 18. Dżakarta 19. Kabul (zawieszone) 20. Kandahar 21. Kuwejt 22. Kuala Lumpur 23. Londyn-Stansted 24. Los Angeles 25. Luksemburg 26. Maastricht Aachen 27. Manila 28. Mediolan-Malpensa 29. Moskwa-Szeremietiewo 30. Mumbaj 31. Nowy Jork-JFK 32. Oslo-Gardermoen 33. Seul-Inczon 34. Szanghaj-Pudong 35. Singapur 36. Tbilisi 37. Teheran-Imam Khomeini 38. Tel Awiw 39. Tokio-Narita 40. Urumczi |